# 無憂宮畫廊

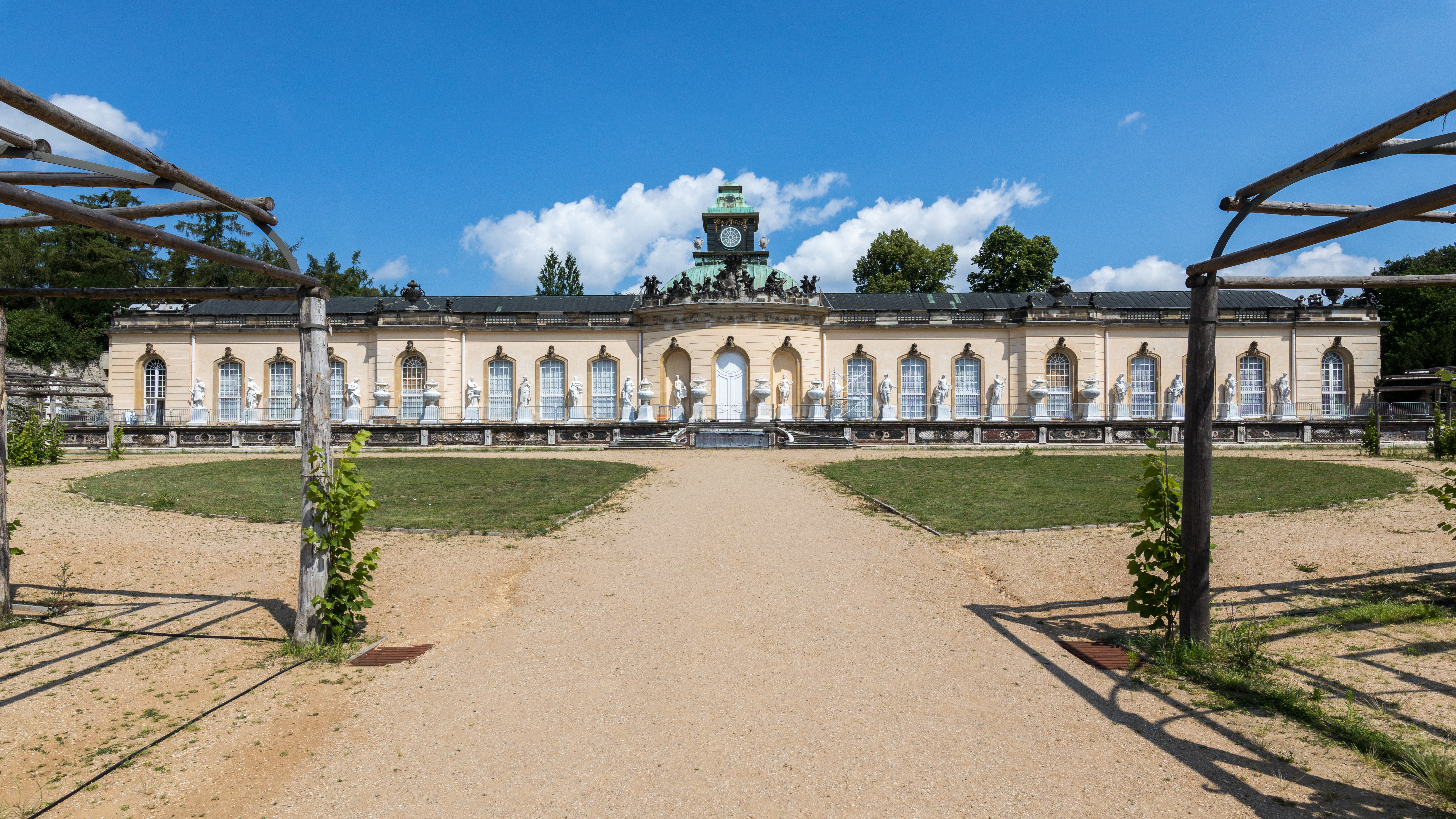

無憂宮畫廊（德語：Bildergalerie）是德國波茨坦無憂宮公園內的一座建築，修建於1755年至1764年。無憂宮畫廊位於無憂宮公園的東部，是現存最古老的為德國統治者所修建的博物館。

## 外部連結
- Picture Gallery at Park Sanssouci （页面存档备份，存于）
- Virtual tour of the Sanssouci Picture Gallery provided by Google Arts & Culture
- 维基共享资源上的相關多媒體資源：無憂宮畫廊